# Todo lo que tú quieras
Todo lo que tú quieras es una película dirigida por Achero Mañas, y protagonizada por Juan Diego Botto y Najwa Nimri.

## Sinopsis
La familia Velasco, compuesta por Leo, Alicia y su pequeña hija Dafne, de cuatro años de edad, vive una vida tranquila en la ciudad de Madrid. Alicia es, habitualmente, la persona encargada del cuidado y la educación de la niña. Durante las vacaciones de Navidad Alicia muere, inesperadamente, tras un ataque de epilepsia, dejando a su marido solo con su hija. Leo, hombre conservador y homófobo, cuida de la pequeña como mejor puede. Dafne, muy afectada por la ausencia de su madre, reclamará continuamente la figura materna. Leo, con el único objetivo de buscar la felicidad de Dafne, será capaz de renunciar a sí mismo, luchando contra sus propios prejuicios, hasta el punto de perder su propia identidad.

## Nacimiento del proyecto
El proyecto de la película surgió en Nueva York (EE. UU.), donde Mañas ha vivido los últimos años para estar cerca de su hija de 15 años, y donde vio cómo se caía un proyecto cinematográfico sobre la guerra de Irak que tenía preparado, con una inversión de unos 80 millones de dólares.

## Guion
Tradicionalmente, las mujeres, abocadas al cuidado de los niños, han tenido que compaginar su actividad laboral con la vida familiar. Los hombres, en cambio, han dejado el cuidado de los hijos a sus mujeres. Pero las cosas han cambiado y los hombres han comenzado a participar de una manera mucho más activa en las labores domésticas y en el papel que desempeñan con sus hijos.
En el caso de la familia Velasco, la estructura familiar es bastante tradicional, pero el fallecimiento de Alicia por un ataque de epilepsia alterará la estructura. "Todo lo que tú quieras" plantea el esfuerzo de un hombre por llevar a cabo ese cambio, que le afectará en lo más profundo de su ser.

## Reparto
| Intérprete              | Personaje          |
| ----------------------- | ------------------ |
| Juan Diego Botto        | Leo                |
| José Luis Gómez         | Álex               |
| Ana Risueño             | Alicia             |
| Pedro Alonso            | Pedro              |
| Najwa Nimri             | Marta              |
| Paloma Lorena           | Castañera          |
| Ana Wagener             | Ana                |
| Alberto Jiménez         | Cliente de Leo     |
| Lucía Fernández         | Dafne              |
| Alfredo Alba            | Juez               |
| Carlos Cañas            | Abogado            |
| Mariana Cordero         | Madre Leo          |
| Charo Gabella           | Mujer demandante   |
| Jorge Gonzalo           | Botellonero 1      |
| Esther G. de la Higuera | Profesora Dafne    |
| Ferran Lahoz            | Recepcionista      |
| Carmen Losa             | Directora Colegio  |
| Rosa Manteiga           | Clara secretaria   |
| Mario Martín            | Padre Leo          |
| Laura Mañas             | Canguro de Dafne   |
| Carmen de la Maza       | Madre de Alicia    |
| César G. Miranda        | Músico café teatro |
| Vicenç Miralles         | Cliente            |
| Xabier Murua            | Cliente            |
| Francisco Olmo          | Juez               |
| Vanesa Rasero           | Ayudante de Alicia |
| Camilo Rodríguez        | Psicólogo Colegio  |
| Fernando Ustárroz       | Neurólogo          |

## Producción y rodaje
Aunque la película surgió en Nueva York, se rodó en Madrid.

## Música
La música ha sido compuesta por Leiva, del grupo Pereza, para quien poner música a 'Todo lo que tú quieras' le ha parecido una aventura nueva en su carrera musical. "Soy un intruso en el cine", afirmó el músico, quien tras escribir una canción y darle el 'OK' Mañas se ha lanzado a escribir "música muy cruda, minimalista, sin caer en el melodrama".

## Críticas
"Una propuesta inusual (…) La historia de un improbable sacrificio paterno se convierte en manos de Mañas (…) en un discurso que trasciende su llamativo enunciado" 
Jordi Costa: Diario El País

"Tiene tantos pliegues emocionales el acordeón argumental que, aún comprendiéndolo, no se acaba de entender o asimilar. (…) Puntuación: ★★ (sobre 5)" 
Oti Rodríguez Marchante: Diario ABC

"Melodrama que se adentra en el mundo del delirio y la fantasía (…) La cierta deriva en que se sumerge esta película realmente singular (…) finaliza de manera sorprendente y se diría que ejemplar" 
Lluís Bonet Mojica: Diario La Vanguardia

"Bienvenidas sean las propuestas arriesgadas, valientes, bonitas y bien resueltas que nos cuentan verdades como puños. (…) Puntuación: ★★★★ (sobre 5)" 
Olga Pereda: Diario El Periódico

"Una historia que gana en firmeza y seguridad conforme va sorteando tópicos de guion y se va construyendo su propia e indomable personalidad. (...) Puntuación: ★★★★ (sobre 5)" 
Pere Vall: Fotogramas

"Reverso luminoso de 'El Bola' (…) a más de uno le pondrá el nudo en la garganta (…) Puntuación: ★★★★ (sobre 5)" 
Andrea G. Bermejo: Cinemanía